# Platysaurus maculatus
Platysaurus maculatus (плямиста пласка ящірка) — вид ящірок родини поясохвостів (Cordylidae). Мешкає в Східній Африці.

## Підвиди
Виділяють два підвиди:
- Platysaurus maculatus maculatus Broadley, 1965;
- Platysaurus maculatus lineicauda Broadley, 1965.

## Поширення і екологія
Плямисті пласкі ящірки поширені на півночі Мозамбіку, а також спостерігалися на крайньому півдні Танзанії. Вони живуть в тріщинах серед гранітних, гнейсових і пісковикових скель, оточених саванами.